# Мост Людендорфа

Мост Людендорфа (нем. Ludendorffbrücke, Brücke von Remagen) — железнодорожный мост через Рейн в Ремагене. Он стал знаменит тем, что к концу Второй мировой войны остался относительно неповреждённым и поэтому был полезен для союзников. Захват и использование моста для переправы войск позволило им создать плацдарм на восточном берегу Рейна и значительно ускорило темпы наступления американской армии.
Мост, построенный во время Первой мировой войны по проекту архитектора из Мангейма Карла Винера, был назван в честь немецкого генерала Э. Людендорфа. Длина моста составляла 325 м, а высота над средним уровнем воды — 14,8 м. Самая высокая точка была 29,25 м. Мост имел две полосы движения и пешеходную дорожку.
Последний неразрушенный мост через Рейн был захвачен 7 марта 1945 года солдатами 9-й американской бронетанковой дивизии (см. Операция Дровосек). Несколько попыток немцев уничтожить мост были безуспешными. Однако 17 марта мост неожиданно для всех рухнул из-за множества небольших повреждений, нанесённых его конструкциям в результате взрывов зарядов взрывчатки, а также упавших бомб и снарядов.
В настоящее время в сохранившихся башнях моста располагается музей.
Изображение моста приводится на аверсе медали «За службу в оккупационной армии».

## Отражение в культуре
О боях за мост в марте 1945 года был снят художественный фильм «Ремагенский мост» (США, 1969).
В Call of Duty: WWII в миссии "Рейн" действия происходят на мосте.